# Beachhandball-Juniorenasienmeisterschaften
Die Beachhandball-Asienmeisterschaft ist ein bislang unregelmäßig stattfindender Beachhandballwettbewerb für die besten männlichen und weiblichen Nachwuchs-Nationalmannschaften aus Asien. Er wird seit 2008 von der Asiatischen Handballföderation (AHF) veranstaltet und dient neben der Ermittlung kontinentaler Meister als Qualifikationswettbewerb für die Beachhandball-Juniorenweltmeisterschaften. Die Beachhandball-Juniorenasienmeisterschaft fungiert damit als Unterbau der Beachhandball-Asienmeisterschaften.
Erstmals wurde der Wettbewerb 2016 ausgetragen, nicht zuletzt um asiatische Teilnehmer für die 2017 erstmals ausgetragene Juniorenweltmeisterschaft und damit indirekt auch für die Olympischen Jugendspiele. Auch aufgrund der COVID-19-Pandemie dauerte es sechs Jahre, bis zum zweiten Mal Turniere durchgeführt werden konnten. Unüblicherweise wurden diese nach Geschlechtern getrennt ausgetragen, da der eigentliche Ausrichter Iran Beachhandball für Frauen ablehnend gegenüber steht.

## Mädchen
| 2016 Details | Pattaya, Thailand | U 16 | China    | keine Playoffs | Thailand | Taiwan   | keine Playoffs      | Hongkong            |
| 2022 Details | Bangkok, Thailand | U 19 | Thailand | keine Playoffs | Indien   | Hongkong | nur drei Teilnehmer | nur drei Teilnehmer |
| 2024 Details | Bangkok, Thailand | U 17 |          |                |          |          |                     |                     |

### Platzierungen der weiblichen Nationalmannschaften
| Nation         | 2016 | 2022 | 2024 |
| -------------- | ---- | ---- | ---- |
| China          | 01   | 0–   |      |
| Hongkong       | 04   | 03   |      |
| Indien         | 0–   | 02   |      |
| Taiwan         | 03   | 0–   |      |
| Thailand       | 02   | 01   |      |
| Teilnehmerzahl | 4    | 3    |      |

| Legende | Legende | Legende | Legende                                             |
| ------- | ------- | ------- | --------------------------------------------------- |
| 1       | 2       | 3       | Podest-Platzierungen                                |
| 4       | 4       | 4       | Halbfinalist                                        |
| 5 bis 8 | 5 bis 8 | 5 bis 8 | Viertelfinalisten                                   |
| T       | T       | T       | teilgenommen, aber keine Platzierungsspiele         |
| X       | X       | X       | Mannschaft zunächst gemeldet, aber nicht angetreten |

## Jungen
| 2016 Details | Pattaya, Thailand | U 16 | Thailand | keine Playoffs | Taiwan    | Pakistan | keine Playoffs | Katar    |
| 2022 Details | Teheran, Iran     | U 19 | Iran     | keine Playoffs | Jordanien | Katar    | keine Playoffs | Pakistan |
| 2024 Details | Bangkok, Thailand | U 17 |          |                |           |          |                |          |

### Platzierungen der männlichen Nationalmannschaften
| Nation         | 2016 | 2022 | 2024 |
| -------------- | ---- | ---- | ---- |
| Afghanistan    | 0–   | 06   |      |
| Hongkong       | 0–   | 0X   |      |
| Indien         | 0–   | 05   |      |
| Iran           | 04   | 01   |      |
| Jordanien      | 0–   | 02   |      |
| Katar          | 05   | 03   |      |
| Pakistan       | 03   | 04   |      |
| Saudi-Arabien  | 0–   | 0X   |      |
| Südkorea       | 0–   | 0X   |      |
| Taiwan         | 02   | 0X   |      |
| Thailand       | 01   | 0X   |      |
| Teilnehmerzahl | 5    | 6    |      |

| Legende | Legende | Legende | Legende                                             |
| ------- | ------- | ------- | --------------------------------------------------- |
| 1       | 2       | 3       | Podest-Platzierungen                                |
| 4       | 4       | 4       | Halbfinalist                                        |
| 5 bis 8 | 5 bis 8 | 5 bis 8 | Viertelfinalisten                                   |
| T       | T       | T       | teilgenommen, aber keine Platzierungsspiele         |
| X       | X       | X       | Mannschaft zunächst gemeldet, aber nicht angetreten |

## Ranglisten
| 01 | Thailand            | 1 | 1 | – | 2 | 1 | – | – | 1 | 2 | 1 | – | 3 |
| 02 | Volksrepublik China | 1 | – | – | 1 | – | – | – | – | 1 | – | – | 1 |
| 02 | Iran                | – | – | – | – | 1 | – | – | 1 | 1 | – | – | 1 |
| 04 | Taiwan              | – | – | 1 | 1 | – | 1 | – | 1 | – | 1 | 1 | 2 |
| 05 | Indien              | – | 1 | – | 1 | – | – | – | – | – | 1 | – | 1 |
| 05 | Jordanien           | – | – | – | – | – | 1 | – | 1 | – | 1 | – | 1 |
| 07 | Hongkong            | – | – | 1 | 1 | – | – | – | – | – | – | 1 | 1 |
| 07 | Katar               | – | – | – | – | – | – | 1 | 1 | – | – | 1 | 1 |
| 07 | Pakistan            | – | – | – | – | – | – | 1 | 1 | – | – | 1 | 1 |